# Locustacarus buchneri
Locustacarus buchneri är en spindeldjursart som beskrevs av John Muirhead Macfarlane 1975. Locustacarus buchneri ingår i släktet Locustacarus och familjen Podapolipidae. Arten är reproducerande i Sverige. Inga underarter finns listade i Catalogue of Life.